# 范嗏
范嗏（?—?），又作范察或樊察（穆麟德轉寫：Fanca），是布库里雍顺的裔孙，为凡察和肇祖原皇帝孟特穆之祖父。
清实录记载了被神鹊所救后复国的传说：
于是居长白山东，俄漠惠之野俄朵里城，国号满洲，是为开基之始。越数世以后，不善抚其众，国人叛。布库里雍顺之族被戕。有幼子名范察者，遁于荒野。国人追之。曾有神鹊止其首，追者遥望鹊栖处，疑为枯木，中道而返。范察获免，隐其身以终。自此后世俱德鹊，诫勿加害云。数传至肇祖原皇帝。

樊察幸免于难的传说，与朝鲜史籍的有关记载大体吻合。范嗏逃到了图们江下游珲春河口的元朝奚关总管府奚关城，承袭先人统辖斡朵里万户府。他娶妻生挥厚，纳妾生子容绍包奇。